# Lâu đài Buchlov

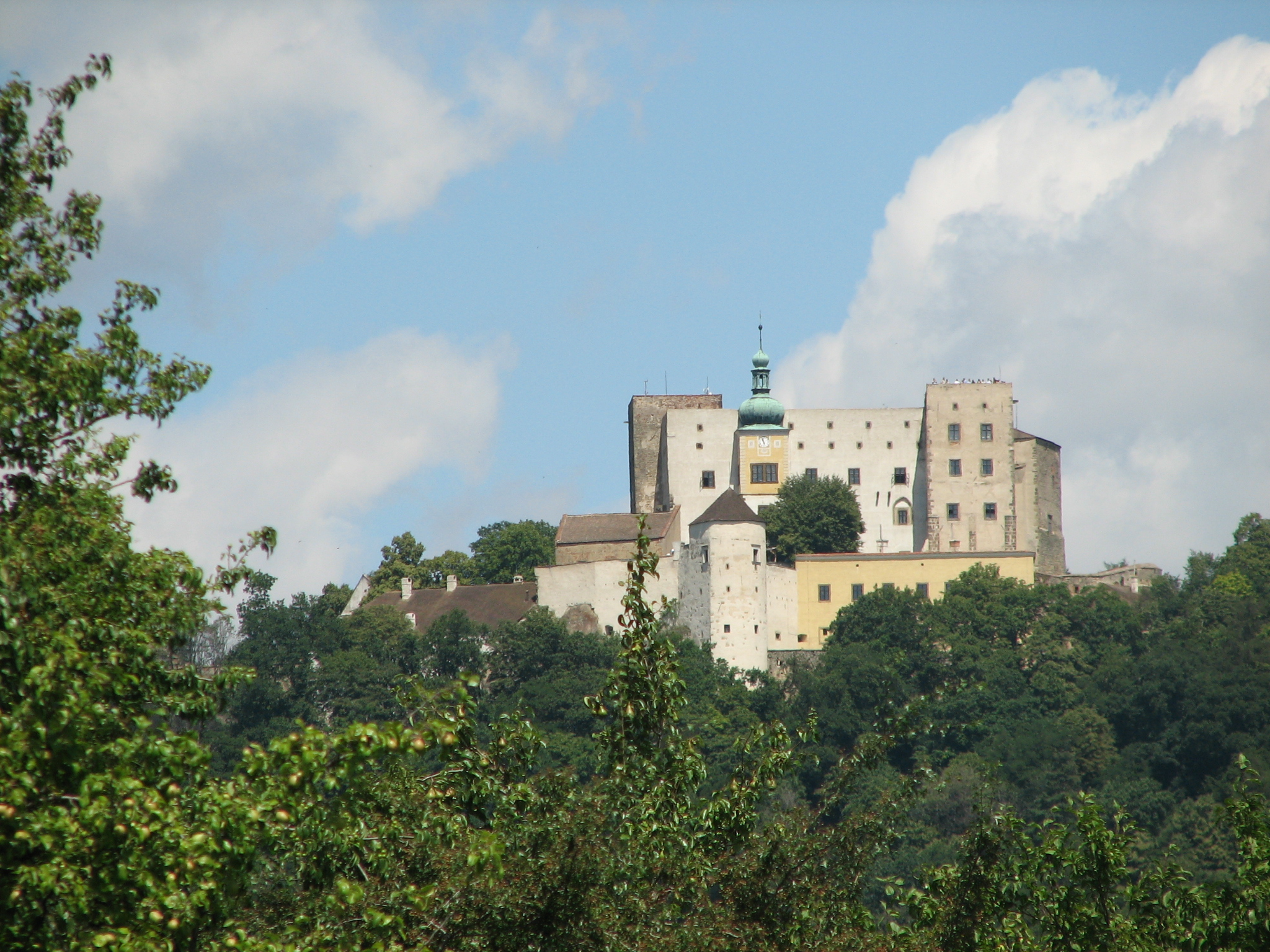
Lâu đài Buchlov

Lâu đài Buchlov (tiếng Đức: Burg Buchlau) được biết đến là một lâu đài hoàng gia với kiến trúc sang trọng và tráng lệ. Lâu đài cùng với Nhà nguyện Saint Barbara trở thành những điểm tham quan thu hút khách du lịch ở vùng núi Chřiby phía đông nam của vùng đất lịch sử Moravia, Cộng hòa Séc. Lâu đài Buchlov là một di tích lịch sử, là di sản do tiền nhân để lại.

## Lịch sử
Lâu đài Buchlov được xây dựng vào khoảng đầu thế kỷ 13 và là một trong số những lâu đài lâu đời nhất ở Cộng hòa Séc. Tuy nhiên, gần đây, các nhà khoa học đã tìm ra những phát hiện khảo cổ học chứng minh khu vực xung quanh lâu đài Buchlov có con người định cư từ thời kỳ cổ đại. Theo dòng lịch sử, con người đã tận dụng sự kiến cố của lâu đài trong việc phòng thủ, nông nghiệp và hành chính.
Nằm "lực lưỡng" trên cao nguyên đá khổng lồ là hai toàn tháp lớn hình lăng trụ bao bọc lấy trung tâm của Lâu đài. Phía nam của tòa lâu đài xây dựng một cung điện cao lớn và tráng lệ với những bức tường lớn xung quanh. Vào những năm 1370, công cuộc xây dựng toàn tháp tiếp tục tiến hành, đầu tiên là sự mở rộng tòa lâu đài với một tòa tháp khác ở bên cạnh, tiếp đó là việc xây dựng một nhà nguyện lưu giữ những đồ vật có giá trị nhất của kiến trúc Gothic thời kỳ đầu.
Kém may thay, quân đội của vua Hungary Matthias Corvinus đã chiếm đóng Lâu đài Buchlov vào nửa sau của thế kỷ 15, do đó nhà nguyện đã trở nên đổ nát đến mức phải bỏ hoang, rồi cuối cùng biến thành cửa hàng và nhà kho. Quyền sở hữu của lâu đài có sự thay đổi liên tục qua các thời kỳ. Cuối thế kỷ 15, lâu đài đã được trao tặng cho các quý tộc Cimburk. Đến năm 1511, quyền sở hữu lâu đài thuộc về một chủ sở hữu tư nhân, và từ thế kỷ 16 đến thế kỷ 18, nhiều gia tộc Moravian, điển hình là các quý tộc của Žerotín, Zástřizl và Petřvald đã tự ý thay đổi quyền sở hữu của Lâu đài Buchlov. Phong cách kiến trúc thời Phục hưng và Baroque góp phần quan trọng trong việc làm nên vẻ đẹp của tòa lâu đài. Sau khi việc xây dựng hoàn thành vào năm 1701, Lâu đài Buchlovice đã bị gia đình quý tộc Berchtold chiếm giữ trong hơn hai thế kỷ.
Hai anh em Leopold Berchtold và Bedřich Berchtold là những người đầu tiên đặt nền móng xây dựng bảo tàng gia đình trong lâu đài Buchlov. Leopold Berchtold từng là ngoại trưởng của Áo-Hungary vào đầu Thế chiến thứ nhất. Năm 1945, sau khi Thế chiến II kết thúc, theo sắc lệnh Beneš, lâu đài không còn thuộc quyền sở hữu cá nhân mà đã trở thành tài sản của nhà nước Tiệp Khắc. Sau đó, với vẻ đẹp tráng lệ, cùng bề dày lịch sử, lâu đài trở thành di tích văn hóa quốc gia, và là nơi tổ chức nhiều sự kiện văn hóa thu hút hàng triệu khách du lịch.

### Nhà nguyện Thánh Barbara
Nhà nguyện Thánh Barbara với tên gọi khác là Barborka xây dựng vào thế kỷ 13, cách lâu đài Buchlov một km, được biết đến là nơi an nghỉ của những chủ sở hữu trang viên ở Buchlov. Sau đó, năm 1672, việc tu sửa nhà nguyện tiến hành dựa theo phong cách baroque, ngày nay, đây là nơi tiến hành những cuộc hành hương lớn hàng năm.

## Một số hình ảnh lâu đài

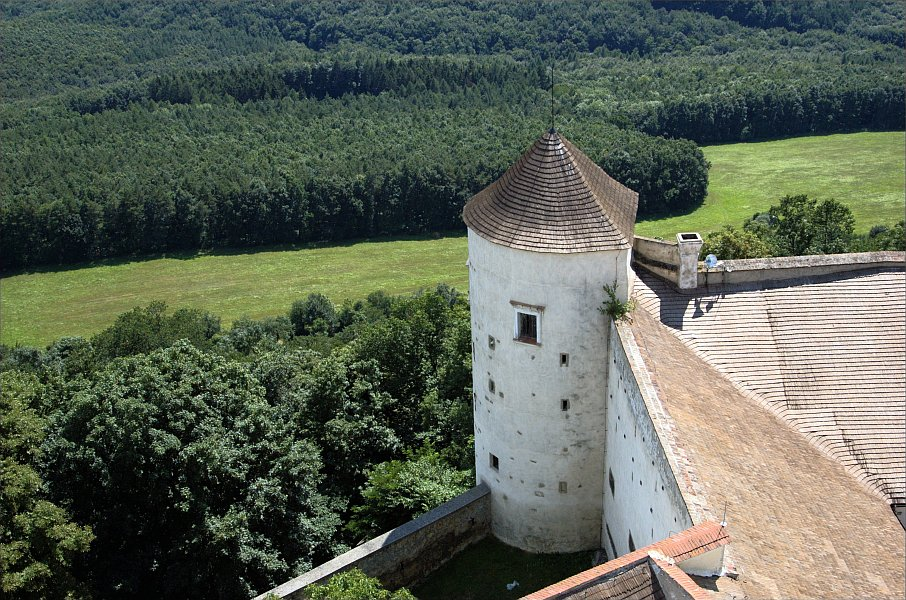
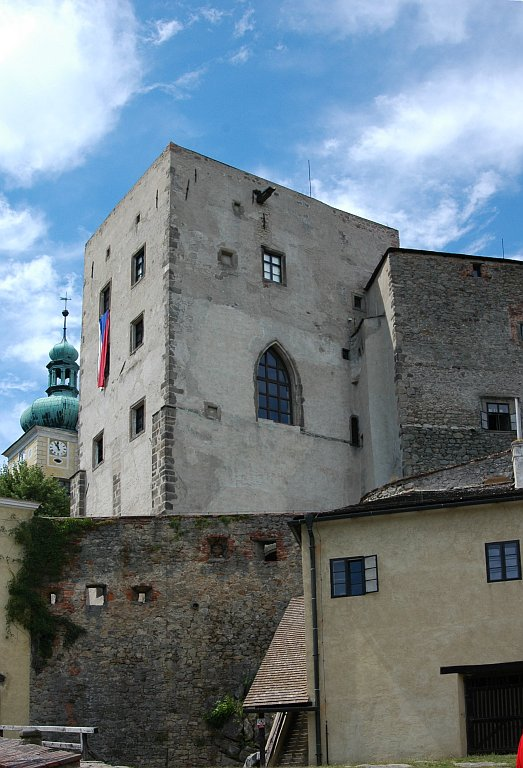
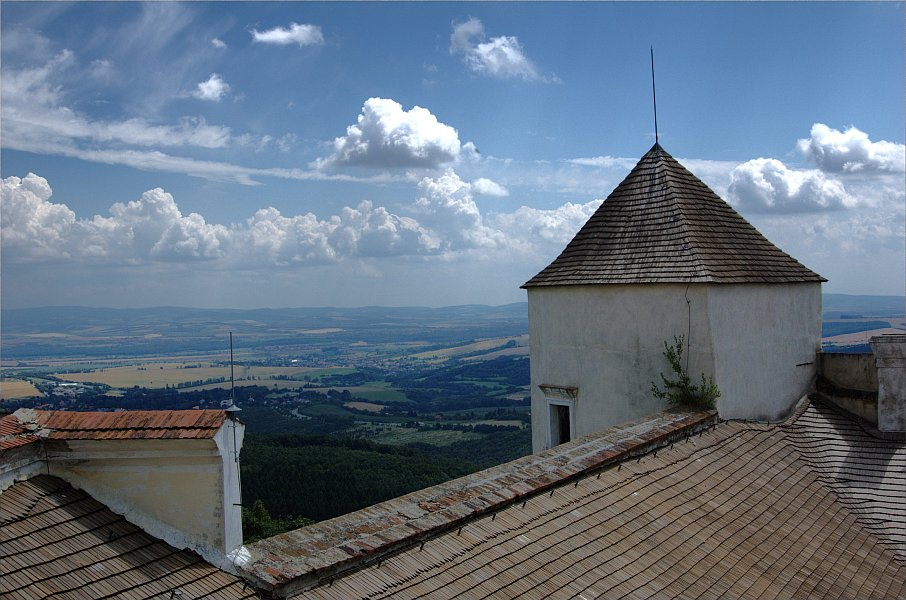
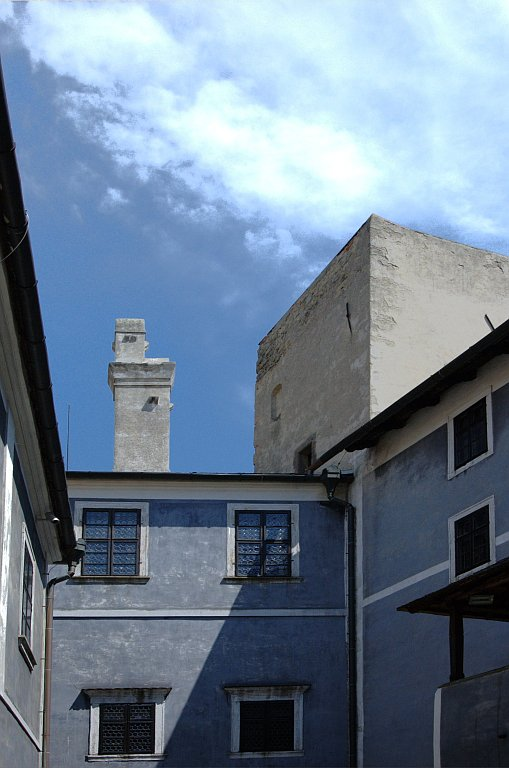